# 手裏剣ジェット
手裏剣ジェット（しゅりけんジェット）は2MC+1DJスタイルのヒップホップユニット。
2001年に結成。
以前は手裏剣トリオという名前で活動していたが、2006年春に現在の名前に改名。

## 来歴
同じ名古屋出身のラッパーSEAMOと料理三銃士という楽曲でコラボし知名度を上げた。

## メンバー
- 一撃（1977年7月5日 - ）MC。山口県出身。
- kookaiV10（1978年12月18日 - ）MC。愛知県出身。
- DJ－sec.（1980年5月20日 - ）DJ。愛知県出身。
- hiromaty - DJ。2005年前にメンバーとして参加。

## ディスコグラフィー

### シングル
1. LOVE SQUASH（2008年7月27日、名古屋地区枚数限定シングル）
  1. LOVE SQUASH
  2. Electric Peach Fuzz -sixty seconds lovers-
  3. チクタク（studio live "58 CRASH" ver.）
  4. LOVE SQUASH（Inst）

### ミニアルバム
1. 忍人３脚～フルスピード小走り～（手裏剣トリオ名義）（2003年）
  1. Lesson
  2. にっちもさっちも
  3. 目茶ケチャ
  4. 石ころ青春グラフティー
  5. ドスコイ
  6. HAND'S UP～土壇場リミックス～
  7. ビートBEATX
2. 陽ライタッp（手裏剣トリオ名義）（2004年7月30日）
  1. shuriken music play
  2. 陽 Light up
  3. リンパ球
  4. ヒロマティー教授の進化ローン
  5. コツ密度
  6. それがE
  7. アブドミナル アンド サー
  8. にっちもさっちもいかなくなったので REMIX
3. ガラクタファンタスティック（2006年3月1日）
  1. ガラクタビート
  2. ミラーボールフィーバー
  3. 青春ロジスティック
  4. お疲れバイブレーション
  5. 言語セッション
  6. Rounder's Cup feat. OSA
  7. 山あり谷あり～タリラリライフ～
4. 空色reflect（2007年7月18日）
  1. ビーサンスライダー
  2. こころオリジナル feat.SEAMO
  3. 小野浦海岸物語
  4. BUMP韻トリッピン
  5. 陽なたロックオン
  6. Back to da ROOTS
  7. RAiNBOW
5. Soul Chips（2008年9月3日）
  1. LOVE SQUASH
  2. 脳内ウォーカー
  3. Re:ef
  4. La La La...
  5. Time to Automatic
  6. 名阪 Lip Lyrication feat.デリカテッセン
  7. _Little Miss Sunshine